# Persone di nome Abdullah
| Questa pagina contiene informazioni ricavate automaticamente dalle voci biografiche con l'ausilio del template Bio e di un bot. L'aggiornamento è periodico e automatico e ricostruisce completamente la pagina. Se manca una persona in questa lista, sei pregato di non aggiungerla, ma accertati piuttosto che la sua voce biografica contenga il template Bio e che i dati anagrafici siano correttamente compilati. Se il template Bio manca, inseriscilo tu stesso o, in alternativa, metti l'avviso {{tmp\|Bio}} che ne segnala la mancanza. Se i dati riportati sono sbagliati, correggi direttamente la voce biografica; le modifiche saranno visibili in questa lista entro pochi giorni. Per chiarimenti vedi il progetto antroponimi. La lista contiene solo le 80 persone che sono citate nell'enciclopedia e per le quali è stato implementato correttamente il template Bio. Pagina aggiornata al 6 ago 2025. |

Questa è una lista di persone presenti nell'enciclopedia che hanno il nome Abdullah, suddivise per attività principale.

## Allenatori di calcio(3)
- Abdullah Abu Zema, allenatore di calcio e ex calciatore giordano (Amman, n. 1976)
- Abdullah Avcı, allenatore di calcio e ex calciatore turco (Istanbul, n. 1963)
- Abdullah Ercan, allenatore di calcio e ex calciatore turco (Istanbul, n. 1971)

## Assassini seriali(1)
- Abdullah Shah, serial killer afghano (n. 1965 - Kabul, † 2004)

## Calciatori(45)
- Abdulla Al Bloushi, ex calciatore emiratino (Al Ain, n. 1987)
- Abdulla Al Marzooqi, ex calciatore bahreinita (n. 1980)
- Abdullah Al Shamali, calciatore kuwaitiano (Kuwait City, n. 1988)
- Abdullah Al-Ahrak, calciatore qatariota (Doha, n. 1997)
- Abdullah Al-Buloushi, ex calciatore kuwaitiano (n. 1960)
- Abdullah Jumaan Al-Dosari, ex calciatore saudita (n. 1977)
- Abdullah Al-Dosari, ex calciatore saudita (n. 1969)
- Abdullah Al-Enezi, ex calciatore saudita (Gedda, n. 1993)
- Abdullah Al-Falasi, ex calciatore emiratino (n. 1977)
- Abdullah Al-Hafith, calciatore saudita (Dammam, n. 1992)
- Abdullah Al-Hamdan, calciatore saudita (Riad, n. 1999)
- Abdullah Al-Jouei, calciatore saudita (n. 1995)
- Abdullah Al-Karni, ex calciatore saudita (n. 1976)
- Abdullah Al-Khaibari, calciatore saudita (n. 1996)
- Abdullah Al-Mayouf, calciatore saudita (n. 1987)
- Abdullah Al-Owaishir, calciatore saudita (Al-Hasa, n. 1991)
- Abdullah Al-Sudairy, calciatore saudita (n. 1992)
- Abdullah Al-Waked, ex calciatore saudita (n. 1975)
- Abdullah Al-Zori, ex calciatore saudita (Al Khubar, n. 1987)
- Abdullah Bin Shehan, ex calciatore saudita (n. 1976)
- Abdullah Darwish, ex calciatore emiratino (Dubai, n. 1979)
- Abdullah Durak, calciatore turco (Niğde, n. 1987)
- Abdullah Fusseini, ex calciatore ghanese (Accra, n. 1982)
- Abdullah Ghanem, calciatore emiratino (Sharja, n. 1995)
- Abdullah Husan, ex calciatore kuwaitiano (Al Kuwait, n. 1977)
- Abdullah Iqbal, calciatore pakistano (Copenaghen, n. 2002)
- Abdullah Jaber, calciatore palestinese (Tayibe, n. 1993)
- Abdullah Al-Deayea, ex calciatore saudita (Ha'il, n. 1961)
- Abdullah Javaid, calciatore barbadiano (n. 2004)
- Abdullah Madu, calciatore saudita (Mecca, n. 1993)
- Abdullah Marafee, calciatore qatariota (n. 1992)
- Abdullah Mayouf, ex calciatore kuwaitiano (n. 1953)
- Abdullah Musa, ex calciatore emiratino (n. 1958)
- Abdullah Namat, calciatore malaysiano (Penang, n. 1946 - Taiping, † 2020)
- Abdulla Anwar, calciatore emiratino (Abu Dhabi, n. 1999)
- Abdullah Omar, calciatore ciadiano (N'Djamena, n. 1987)
- Abdullah Otayf, calciatore saudita (n. 1992)
- Abdullah Othman, calciatore malaysiano (n. 1945 - † 2015)
- Abdullah Qazi, ex calciatore pakistano (n. 1995)
- Abdullah Radif, calciatore saudita (n. 2003)
- Abdullah Saihan, ex calciatore kuwaitiano (Al Kuwait, n. 1971)
- Abdullah Shuhail, ex calciatore saudita (n. 1985)
- Abdullah Sultan, ex calciatore emiratino (n. 1963)
- Abdullah Hassoun, calciatore saudita (Gedda, n. 1997)
- Abdullah Zubromawi, ex calciatore saudita (Gedda, n. 1973)

## Cavalieri(1)
- Abdullah Waleed Sharbatly, cavaliere saudita (Londra, n. 1982)

## Cestisti(1)
- Abdullah İnce, cestista turco († 2004)

## Criminali(1)
- Abdullah Çatlı, criminale e terrorista turco (Nevşehir, n. 1956 - Susurluk, † 1996)

## Generali(1)
- Kölemen Abdullah Pascià, generale ottomano (Trebisonda, n. 1846 - Smirne, † 1937)

## Giocatori di calcio a 5(1)
- Abdullah Abu Humoud, ex giocatore di calcio a 5 saudita (n. 1966)

## Imprenditori(1)
- Abdullah bin Nasser bin Abdullah Al Ahmed Al Thani, imprenditore e dirigente sportivo qatariota (Doha, n. 1967)

## Militari(1)
- Abdullah Pascià Dreni, militare ottomano (Gjakova, n. 1820 - Gjakova, † 1878)

## Nobili(2)
- Abdullah bin Hamad Al Khalifa, nobile bahreinita (Riffa, n. 1975)
- Abdullah bin Isa Al Khalifa, nobile bahreinita

## Pianisti(1)
- Abdullah Ibrahim, pianista e compositore sudafricano (Città del Capo, n. 1934)

## Politici(12)
- Abdullah bin Khalifa Al Thani, politico qatariota (Doha, n. 1959)
- Abdullah Abdullah, politico afghano (Kabul, n. 1960)
- Abdullah Afeef Didi, politico maldiviano (Atollo Seenu, n. 1916 - Seychelles, † 1993)
- Abdullah Ahmad Badawi, politico malese (Bayan Lepas, n. 1939 - Kuala Lumpur, † 2025)
- Abdullah bin Nasser bin Khalifa Al Thani, politico qatariota (Doha, n. 1965)
- Abdullah Ensour, politico giordano (al-Salt, n. 1939)
- Abdullah Gül, politico e economista turco (Kayseri, n. 1950)
- Abdullah Hammoud, politico statunitense (n. 1990)
- Abdullah Öcalan, politico curdo (Ömerli, n. 1948)
- Abdullah Taushani, politico e militare albanese
- Abdullah al-Ahmar, politico siriano (Al-Tall, n. 1936)
- Abdullah al-Thani, politico libico (Kano, n. 1954)

## Scrittori(1)
- Abdullah al-Qasemi, scrittore arabo (Burayda, n. 1907 - Il Cairo, † 1996)

## Sovrani(3)
- Abdullah Muhammad Shah II di Perak, sovrano malese (n. 1842 - Kuala Kangsar, † 1922)
- Abdullah Ma'ayat Shah di Johor, sovrano malese (n. 1571 - Isole Tambelan, † 1623)
- Abdullah bin Jassim al-Thani, sovrano qatariota (Doha, n. 1880 - † 1957)

## Sultani(1)
- Abdullah bin Khalifa di Zanzibar, sultano tanzaniano (Unguja, n. 1910 - Unguja, † 1963)

## Taekwondoka(1)
- Abdullah Sediqi, taekwondoka afghano (n. 1996)

## Terroristi(1)
- Abdullah Ahmed Abdullah, terrorista e criminale egiziano (Governatorato di Gharbiyya, n. 1963 - Teheran, † 2020)

## Tiratori a volo(2)
- Abdullah Al-Rashidi, tiratore a volo kuwaitiano (n. 1963)
- Abdullah Hel Baki, tiratore a volo bangladese (Gazipur, n. 1989)